# Aldo Gordini
Aldo Gordini (n. 20 mai 1921, Bologna, Italia – d. 28 ianuarie 1995, Paris, Franța) a fost un pilot de Formula 1. De-a lungul carierei a luat startul în 1 cursă, niciuna din pole-position. Nu a câștigat nicio cursă și nu a terminat niciodată pe podium, acumulând 0 puncte în întreaga activitate ca pilot de Formula 1.